# Nagrada Meša Selimović (BiH)
Nagrada Meša Selimović je literarna nagrada za najboljši roman objavljen v predhodnem letu na področju Bosne in Hercegovine, Črne gore, Hrvaške in Srbije. Poimenovana je po bosansko hercegovskem pisatelju Meši Selimoviću (1910-1982).
Ustanovljena je leta 2001 in se podeljuje v okviru literarnih srečanj "Cum grano salis" v Tuzli. Sestoji se iz skulpture in denarne nagrade.

## Prejemniki
- 2002 - Marinko Koščec, Netko drugi (Nekdo drug), Hrvaška
- 2003 - Irfan Horozović, Shakespeare u Dar es Salaamu (Shakespeare v Dar es Salaamu), Bosna in Hercegovina
- 2004 - Ivica Đikić, Cirkus Columbia, Hrvaška
- 2005 - Ognjen Spahić, Hansenova djeca (Hansenovi otroci), Črna gora
- 2006 - Sanja Domazet, Ko plače (Kdo joka), Hrvaška
- 2007 - Miljenko Jergović, Ruta Tannenbaum, Hrvaška
- 2008 - Mirko Kovač, Grad u zrcalu (Mesto v zrcalu), Črna gora
- 2009 - Bekim Sejranović, Nigdje, niotkuda (Nikamor, od nikoder), Bosna in Hercegovina
- 2010 - Mirjana Đurđević, Kaja, Beograd i dobri Amerikanac (Kaja, Beograd in dobri Američan), Srbija
- 2011 - Ludwig Bauer, Zavičaj, zaborav (Dom, pozaba), Hrvaška
- 2012 - Faruk Šehić, Knjiga o Uni, Bosna in Hercegovina
- 2013 - Milorad Popović, Karnera, Črna gora
- 2014 - Ivan Lovrenović, Nestali u stoljeću (Izginuli v stoletju), Bosna in Hercegovina
- 2015 - Filip David, Kuća sećanja i zaborav (Hiša spominov in pozabe), Srbija

## Povezano
- Nagrada Meša Selimović (Srbija)